# Pierre Ier de Craon
Pour les articles homonymes, voir Pierre Ier et Pierre de Craon.
Pierre Ier de Craon (né vers 1315-† 19 novembre 1376), seigneur de La Suze, Briollé, Ingrandes et Chantocé, descendait de la maison des barons de Craon. Il était le petit-fils de Mahaud de Malines et de Maurice V de Craon, qui se croisa l'an 1267 avec Saint-Louis ; le fils d'Amaury III de Craon et de sa deuxième femme Béatrix de Roucy dame de La Suze, fille de Jean IV de Roucy ; et le frère aîné de Guillaume le Grand vicomte de Châteaudun.

## Biographie
Pierre, se distingua pendant la guerre de Succession de Bretagne, entre Charles de Blois et le comte de Montfort. Il assiégeait la Roche-Derrien, en 1350. Ses soldats montraient peu d'ardeur ; il suspendit au bout d'une perche sa bourse, promit de la donner à celui qui le premier entrerait dans la ville, et la place fut emportée. Chargé par le roi Jean de harceler les Anglais que commandait le prince de Galles, il fut contraint de s'enfermer en 1356, dans le château de Romorantin, avec Boucicaut et l'Hermite de Chaumont ; il avait repoussé plusieurs assauts, lorsque des ingénieurs anglais s'avisèrent de dresser une batterie de canons, et de jeter dans la place des feux d'artifice. Ce fut la première fois qu'on fit usage en France de l'artillerie pour les sièges. Craon se rendit avec les siens.
La même année, il fut fait prisonnier à la bataille de Poitiers. Il était au nombre des otages qu'Édouard III exigea pour la rançon du roi Jean. Quatre ans après, réuni à Jean III de Craon, son cousin, archevêque de Reims et au maréchal de Boucicaut, il négocia le traité de Guérande, par lequel le nouveau comte de Montfort fut reconnu duc de Bretagne. Pierre de Craon mourut en 1376. Il épousa 1° Marguerite de Pons, et 2° Catherine de Machecoul.
De Catherine de Machecoul, il eut deux fils : Jean de Craon (né vers 1367-† 1432 ; sire de La Suze, ci-après) et Pierre de Craon († vers 1389/1393) ; (on lui attribue parfois comme fille Jeanne, femme de : 1° Ingelger II d'Amboise ci-dessous (fils d'Ingelger Ier), et 2° Pierre de Beauvau ; mais Jeanne est en fait une enfant de Pierre de La Ferté-Bernard, neveu de notre Pierre de Craon : cf. la thèse de l'historien Fabrice Lachaud, 2012, référencée ci-dessous, notamment les pages 848-849 et  855-856 ; et cf. ).
Leur fils aîné Jean de Craon, par sa première femme Béatrix de Rochefort (x 1385 ; † 1421), fut père d'Amaury de Craon (né vers 1392-† 1415 à Azincourt ; x 1410 Marie d'Amboise fille d'Ingelger II : sans postérité), et de Marie de Craon. Jean se remaria avec Anne dame de Sillé en 1422, sans postérité. Par sa fille Marie (née vers 1384/1387-† vers 1415/1416 ; épouse en 1403 de Guy II de Montmorency-Laval de Retz, † 1415), Jean de Craon fut le grand-père maternel du maréchal Gilles de Rais (vers 1405-1440 ; célèbre criminel jugé et exécuté pour ses exactions), et de René de Laval de Retz .

## Sources et bibliographie
- « Pierre Ier de Craon », dans Louis-Gabriel Michaud, Biographie universelle ancienne et moderne : histoire par ordre alphabétique de la vie publique et privée de tous les hommes avec la collaboration de plus de 300 savants et littérateurs français ou étrangers, 2e édition, 1843-1865 [détail de l’édition]
- Didacus Antoine Jérôme Marius de Bodard de La Jacopière, Chroniques craonnaises, Le Mans, Imprimerie Edmond Monnoyer, 1871 (lire en ligne)
- André Joubert, Histoire de la baronnie de Craon, de 1382 à 1626, d'après les archives inédites du chartrier de Thouars (fonds Craon), Angers, Germain et G. Grassin / Paris, Émile Lechevallier, 1888 (lire en ligne), [compte-rendu en ligne].
- Arthur Bertrand de Broussillon (éd.) (ill. Paul de Farcy), La Maison de Craon, accompagnée du Cartulaire de Craon, t. I et II, Paris, Alphonse Picard et fils, 1893, 400 p. (lire en ligne) (lire en ligne adresses IP États-Unis seulement), [compte-rendu en ligne].
- Fabrice Lachaud, La structure familiale des Craon du XIe siècle à 1415 : le concept lignager en question : thèse soutenue à l'Université Michel de Montaigne - Bordeaux III le 27 avril 2012, Francoise Laine (Dir.) (lire en ligne) sur le site HAL-SHS (Hyper Article en Ligne - Sciences de l'Homme et de la Société).